# Hokantalen

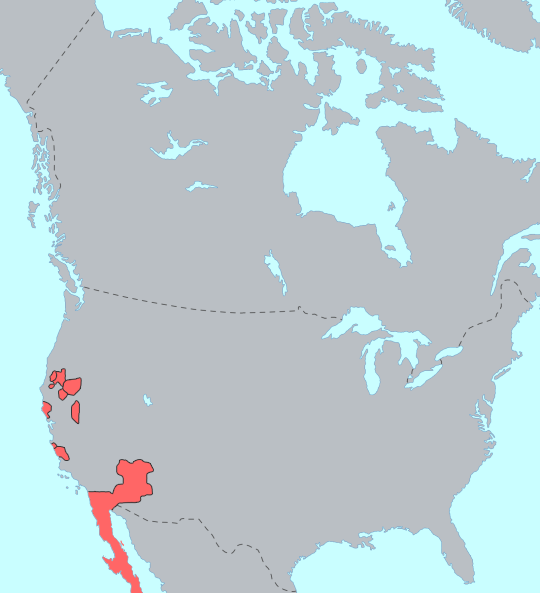
Verbreiding van de Hokantalen.

De Hokantalen vormen een hypothetische taalfamilie van indiaanse talen die gesproken worden in de Amerikaanse staat Californië en Mexico. Hoewel de Hokanhypothese al meer dan een eeuw oud is, is ze nog steeds niet overtuigend bewezen. Hoewel veel taalwetenschappers er wel van uitgaan dat ten minste een aantal van de onder de Hokantalen gerekende taalfamilies verwant zijn, wordt de familie als geheel door de meeste taalkundigen verworpen. De familie is genoemd naar het woord 'twee' in het proto-Hokan.
De Hokantaalfamilie zou 22 talen kennen, goed voor een totaal van 4197 sprekers. 

## Indeling
De talen die onder Hokan gerekend worden zijn:
- Chimariko †
- Esselen-Yumatalen (4113 sprekers)
  - Esselen †
  - Yuma-Cochimítalen (4113 sprekers)
    - Cochimí (taal) †
    - Yumische talen (4113 sprekers)
      - Cocopah (350 sprekers)
      - Ipai (330 sprekers)
      - Kiliwa (28 sprekers)
      - Maricopa (160 sprekers)
      - Mohave (75 sprekers)
      - Noordelijk Yuma (2690 sprekers)
      - Paipai (330 sprekers)
      - Yuma (150 sprekers)
- Karok-Shastatalen (29 sprekers)
  - Karok (10 sprekers)
  - Shasta-Palaihnihtalen (19 sprekers)
    - Palaihnihtalen (19 sprekers)
      - Achumawi (16 sprekers)
      - Atsugewi (3 sprekers)

    - Shastatalen †
      - Konomihu †
      - New River Shasta †
      - Okwanuchu †
      - Shasta †
- Pomotalen (55 sprekers)
  - Noordoostelijk Pomo †
  - Oostelijk Pomo
  - Westelijke Pomotalen (50 sprekers)
    - Centraal Pomo (4 sprekers)
    - Kashaya (45 sprekers)
    - Noordelijk Pomo †
    - Zuidelijk Pomo (1 spreker)

  - Zuidoostelijk Pomo (5 sprekers)

Daarnaast ook soms:
- Salinan †
- Seri (900 sprekers)
- Tequistlateekse talen (4550 sprekers)
  - Hoogland-Oaxaca-Chontal (3600 sprekers)
  - Laagland-Oaxaca-Chontal (950 sprekers)
- Washo (10 sprekers)
- Yana †

Ook het uitgestorven Yurumanguí uit Colombia is in 1942 door Paul Rivet tot de Hokantalen gerekend, maar die hypothese is inmiddels door andere taalkundigen weerlegd. Sommige taalkundigen rekenen de Hokantalen samen met de Sioux-Catawbatalen tot de Hokan-Siouxtalen, maar die visie is zeer omstreden.